# 3724-es busz
A 3724-es jelzésű autóbuszvonal Miskolc és Onga / Ócsanálos között húzódó regionális vonal, amelyet a Volánbusz Zrt. üzemeltet.

## Útvonala
A miskolci autóbusz-állomásról indul. A 3-as főúton halad Szikszó felé, a vonal 4. kilométerénél elhagyja a megyeszékhelyet. Felüljárón átmegy rajta az M30-as autópálya, itt kettéválik útvonala, a legtöbb a nemsokkal későbbi körforgalomban a 37-es főúton folytatja útját, míg néhány járat a közeli Felsőzsolca belvárosán hajt át és az imént említett körforgalomba csatlakozik be. Azt követően a 3605-ös mellékúton közelíti meg a Bársonyos-patak menti Onga települését. A város központjáig közlekedik a járatok nagyrésze, kisebb része északi irányban megy tova a szomszédos Ongaújfalura, onnan az egykor önálló napokat is megélt Ócsanálosra, amely immáron több évtizede Onga városrésze. A falu boltjánál végállomásozik.

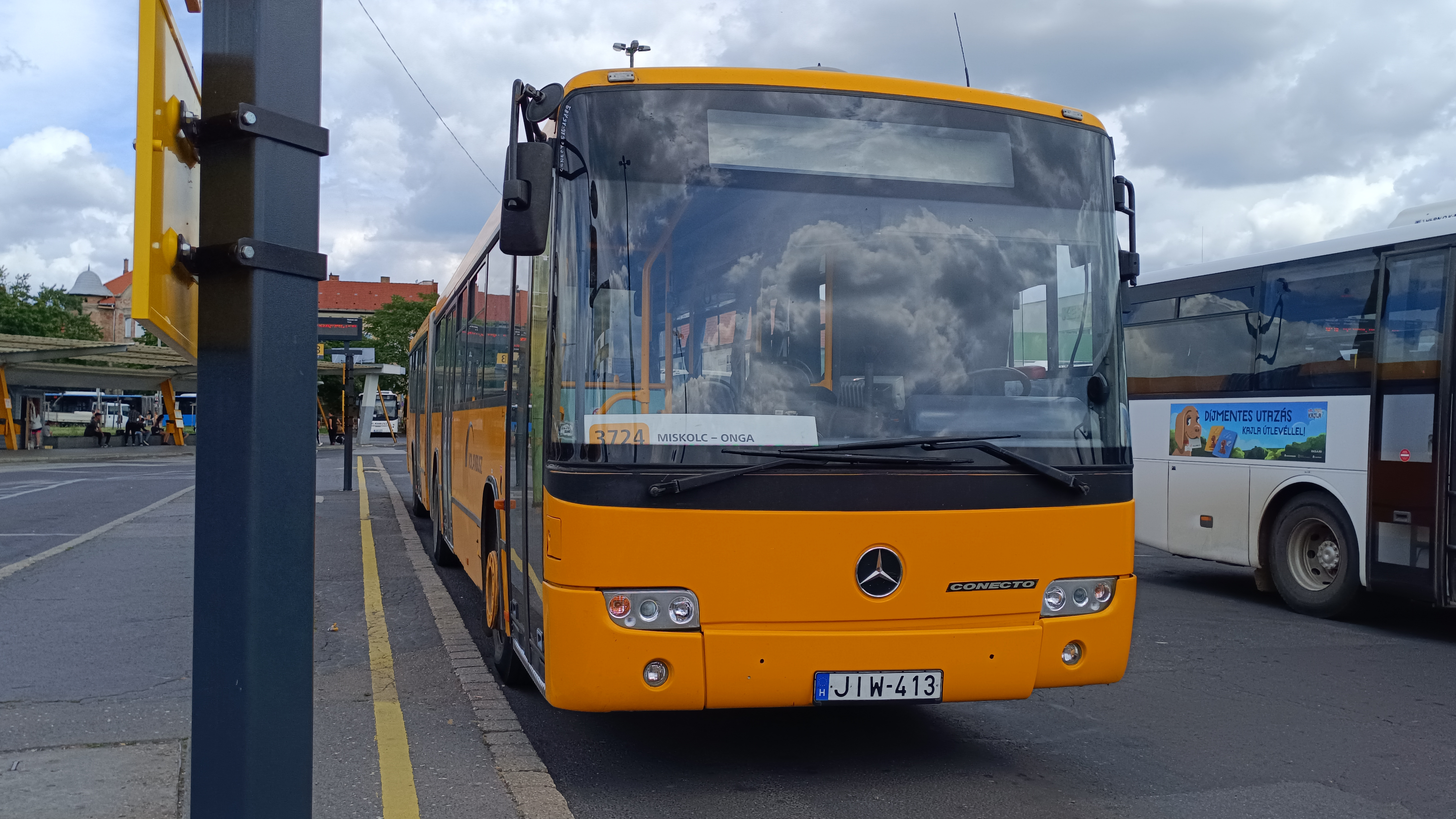
A vonalon gyakoriak a csuklós járművek

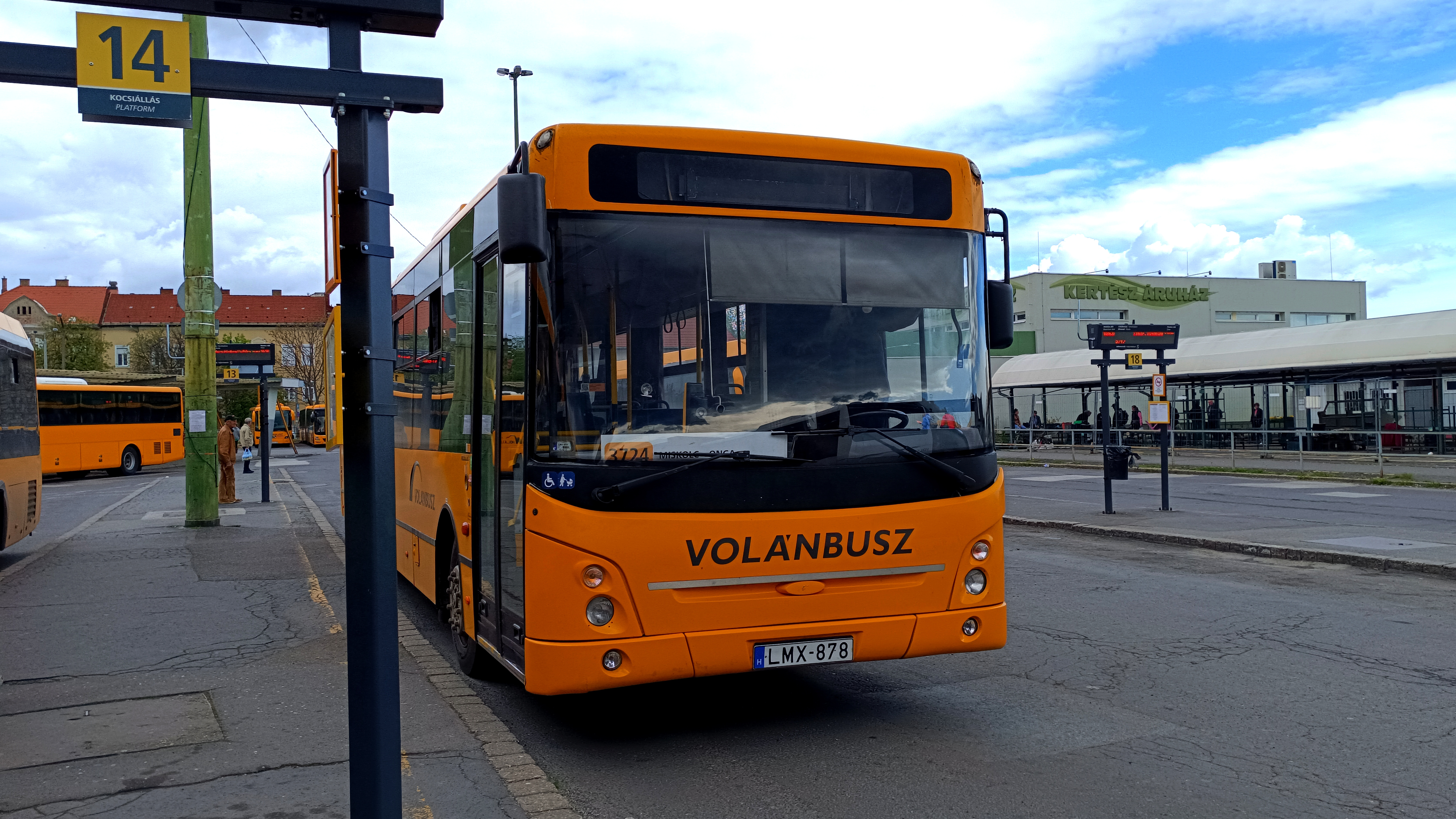
Indulására vár a Búza téren

Ellentétes irányban a Felsőzsolcán áthaladó indítás az arnóti elágazig nem közlekedik el, illetve 2024 augusztusáig a miskolci Tiszai pályaudvarig is volt kitérése, napjainkban már csak Selyemrét és az 1-es villamos Soltész Nagy Kálmán úti kereszteződéséig jár el eredeti útjától.

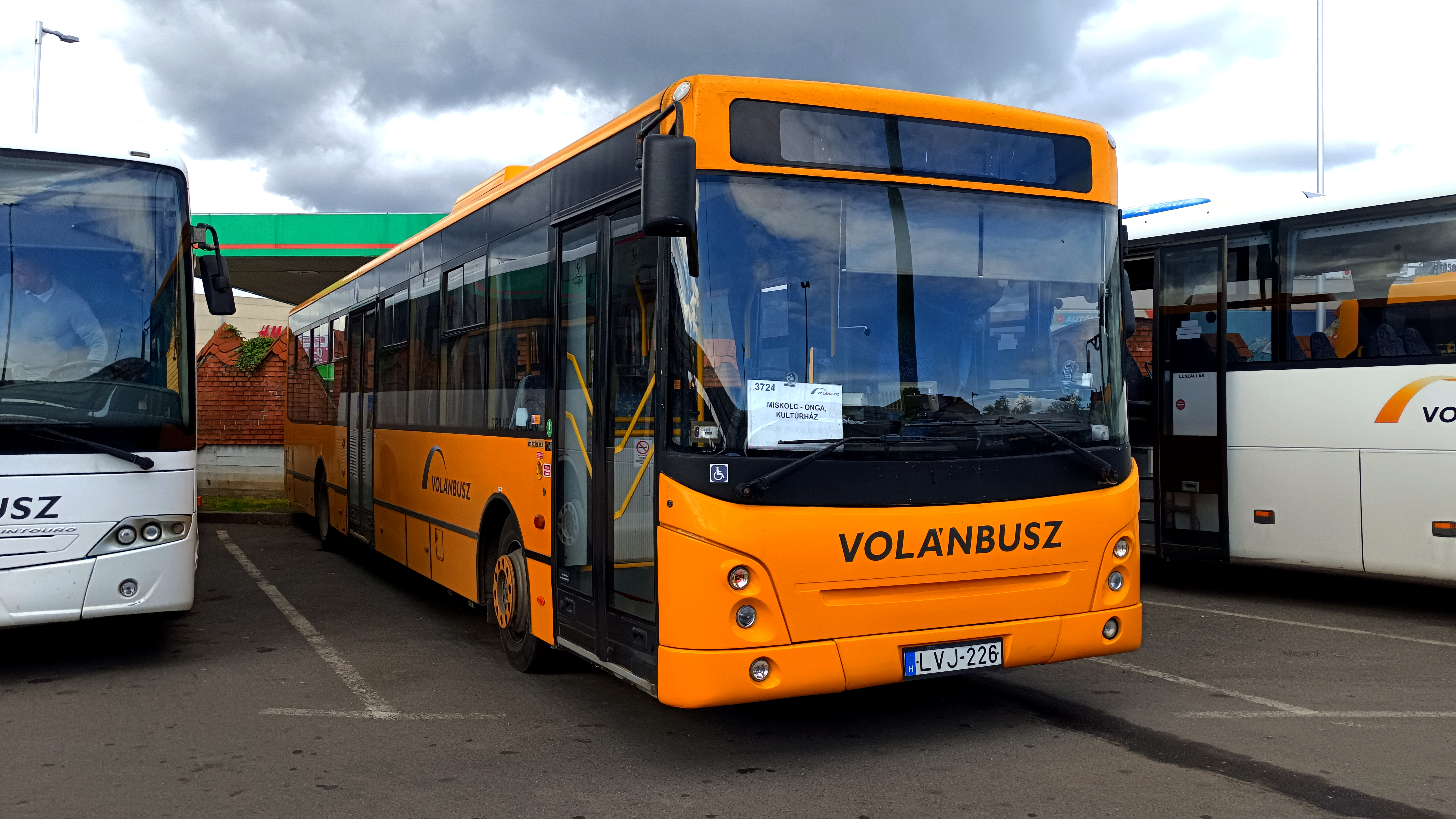
ARC E134-es is ingázik

## Közlekedése
2021 során, a vonalat érintő ütemes menetrendet vezettek be.
Indításszáma magas, a 3727-es busz napi 1-2 indításán kívül egyetlen autóbuszvonal a városba. Miskolc és Onga vasúton a Miskolc–Hidasnémeti-vasútvonalon is összekapcsolt 2 óránként. Egyaránt szóló és csuklós járművek is fellelhetőek.
| Viszonylat                           | Indításszám       | Közlekedési rend          |
| ------------------------------------ | ----------------- | ------------------------- |
| Miskolc, aut. áll. – Onga, kultúrház | 15 oda, 17 vissza | tanítási napokon          |
| Miskolc, aut. áll. – Onga, kultúrház | 13 oda, 15 vissza | tanszünetben munkanapokon |
| Miskolc, aut. áll. – Onga, kultúrház | 6 oda, 5 vissza   | szabadnapokon             |
| Miskolc, aut. áll. – Onga, kultúrház | 6 pár             | munkaszüneti napokon      |
| Miskolc, aut. áll. – Ócsanálos, bolt | 12 pár            | munkanapokon              |
| Miskolc, aut. áll. – Ócsanálos, bolt | 10 oda, 11 vissza | szabadnapokon             |
| Miskolc, aut. áll. – Ócsanálos, bolt | 7 pár             | munkaszüneti napokon      |

## Megállóhelyei
| 0                                                                                              | Miskolc, autóbusz-állomás végállomás | 0.0 km  | 1, 1G, 3, 3A, 4, 7, 11, 12G, 20, 20A, 24, 28, 32, 34G, 35, 43, 44, 45, 101B, 900, 914, 935 1050, 1053, 1369, 1370, 1372, 1373, 1374, 1375, 1376, 1377, 1380, 1381, 1383, 1384, 1410, 1411 3700, 3701, 3702, 3703, 3704, 3705, 3706, 3707, 3708, 3709, 3710, 3711, 3712, 3714, 3715, 3716, 3717, 3718, 3719, 3720, 3721, 3722, 3723, 3726, 3727, 3728, 3729, 3730, 3731, 3733, 3734, 3735, 3736, 3737, 3738, 3739, 3740, 3741, 3742, 3743, 3744, 3745, 3746, 3747, 3748, 3749, 3750, 3751, 3752, 3753, 3754, 3755, 3757, 3760, 3761, 3764, 3765, 3766, 3767, 3770, 3772, 3773, 3774, 3775, 3776, 3777, 4019 |
| Munkaszüneti napokon 2 alkalommal érintett a Baross Gábor utca helyett.                        |                                      |         | |
| ∫                                                                                              | Miskolc, Soltész Nagy Kálmán utca    | ∫       | 1, 1G, 1VP, 3, 4, 7, 12G, 20, 32, 34G, 35, 101B, 900, 935 3706, 3726, 3738, 3752 1, 1A, 2 |
| 1                                                                                              | Miskolc, Baross Gábor utca           | 1.5 km  | 7, 8 3706, 3710, 3712, 3715, 3716, 3717, 3718, 3719, 3720, 3721, 3722, 3723, 3726, 3727, 3728, 3729, 3730, 3731, 3733, 3734, 3735, 3736, 3737 |
| 2                                                                                              | Miskolc, Szondi György utca          | 2.0 km  | 1, 1G, 3A, 7, 8, 12G, 14G, 20, 21, 21G, 30, 31, 32, 34G, 35, 35G, 101B, 900, 901, 935, Auchan 1 3706, 3710, 3712, 3715, 3716, 3717, 3718, 3719, 3720, 3721, 3722, 3723, 3726, 3727, 3728, 3729, 3730, 3731, 3733, 3734, 3735, 3736, 3737 |
| 3                                                                                              | Miskolc, Fonoda utca                 | 2.3 km  | 7 3706, 3710, 3712, 3715, 3716, 3717, 3718, 3719, 3720, 3721, 3722, 3723, 3726, 3727, 3728, 3729, 3730, 3731, 3733, 3734, 3735, 3736, 3737 |
| 4                                                                                              | Miskolc, Metro áruház                | 3.3 km  | 7 3706, 3710, 3712, 3715, 3716, 3717, 3718, 3719, 3720, 3721, 3722, 3723, 3726, 3727, 3728, 3729, 3730, 3731, 3733, 3734, 3735, 3736, 3737 |
| 5                                                                                              | Miskolc, Auchan áruház               | 3.8 km  | 7, Auchan 1 3706, 3710, 3712, 3715, 3716, 3717, 3718, 3719, 3720, 3721, 3722, 3723, 3726, 3727, 3728, 3729, 3730, 3731, 3733, 3734, 3735, 3736, 3737 |
| Tanítási napokon 3 alkalommal érintett, ellentétes irányban a Felsőzsolca bejárati út helyett. |                                      |         | |
| ∫                                                                                              | Felsőzsolca, Hősök tere              | ∫       | 7 3706, 3726, 3733, 3734, 3735, 3736, 3737 |
| ∫                                                                                              | Felsőzsolca, Kassai utca 51.         | ∫       | 7 3706, 3726 |
| 6                                                                                              | Felsőzsolca, bejárati út             | 6.3 km  | 3726, 3727, 3729, 3730, 3731 |
| 7                                                                                              | Onga, Kodály Zoltán utca             | 9.1 km  | 3727 |
| 8                                                                                              | Onga, vasúti átjáró                  | 9.8 km  | 3727 személyvonat – Onga [90.] |
| 9                                                                                              | Onga, kultúrház vonalközi végállomás | 10.4 km | 3727 |
| 10                                                                                             | Onga, vasúti átjáró                  | 11.0 km | 3727 személyvonat – Onga [90.] |
| 11                                                                                             | Onga, Petrovics utca 26.             | 11.4 km | |
| 12                                                                                             | Onga, Heinlein tanya                 | 13.0 km | |
| 13                                                                                             | Ongaújfalu, bolt                     | 14.1 km | |
| 14                                                                                             | Onga, Ammónia telep                  | 15.1 km | |
| 15                                                                                             | Onga, mezőgazdasági telep            | 15.6 km | |
| 16                                                                                             | Onga (Ócsanálos), bolt végállomás    | 18.4 km | |